# Bolborhachium richardsae
Bolborhachium richardsae es una especie de coleóptero de la familia Geotrupidae.

## Distribución geográfica
Habita en Australia.